# Distretto di Şırnak
Il distretto di Şırnak (in turco Şırnak ilçesi) è uno dei distretti della provincia di Şırnak, in Turchia.
| Controllo di autorità | VIAF (EN) 156296406 · LCCN (EN) no2005046938 · J9U (EN, HE) 987007487116405171 |